# Ono Pharmaceutical
Ono Pharmaceutical Co., Ltd. (яп. 小野薬品工業株式会社 оно якухин ко:гё: кабусики-гайся) — одна из крупнейших фармацевтических компании Японии со штаб-квартирой в Тюо-ку (Осака). Основные фабрики находятся в Хигасинарику (Осака) и Фудзиномии (Сидзуока), а центральный научно-исследовательский институт — в Минасэ, Симамото, округ Мисима (Осака).
Корни основания Ono Pharmaceutical восходят к 1717 году, когда Ичибей Оно (яп. 小野市兵衛) начал торговать лекарствами в Осаке. Его бизнес расширялся и несколько раз менял название. С 1948 года компания стала именоваться Ono Pharmaceutical Industrial Co., Ltd. (яп. 小野薬品工業株式会社).
Акции Ono Pharmaceutical котируются на Токийской фондовой бирже с 1963 года.
Основным рынком для компании является Япония, на него приходится около 70 % продаж; значительно присутствие Ono Pharmaceutical в США.
Более трети продаж в 2020—21 финансовом году пришлось на препарат Опдиво (ниволумаб). Это противораковый препарат, основанный на исследованиях профессора Тасуку Хондзё из Киотского университета, получивший Нобелевскую премию в конце 2018 года. Он продается как Ono Pharmaceutical, так и Bristol Myers Squibb.